# Comuna Bahna, Neamț
Bahna (în trecut, și V.G. Morțun) este o comună în județul Neamț, Moldova, România, formată din satele Arămești, Bahna (reședința), Băhnișoara, Broșteni, Izvoare, Liliac, Țuțcanii din Deal și Țuțcanii din Vale.

## Așezare
Comuna se află în sud-estul județului, la limita cu județul Bacău, la izvoarele râurilor Precista și Turbata. Este traversată de șoseaua județeană DJ159, care o leagă spre vest în județul Bacău de Racova (unde se termină în DN15) și spre est tot în județul Bacău de Filipești (unde se intersectează cu DN2), apoi înapoi în județul Neamț de Icușești și din nou în județul Bacău de Dămienești, mai departe tot în județul Neamț de Valea Ursului și Oniceni și în județul Vaslui de Băcești (unde se termină în DN15D). Din acest drum, în satul Izvoare se ramifică șoseaua județeană DJ159B, care o leagă spre nord de Moldoveni.

## Demografie
Componența etnică a comunei Bahna
     Români (62,57%)
     Romi (25,11%)
     Alte etnii (12,32%)
Componența confesională a comunei Bahna
     Ortodocși (86,93%)
     Alte religii (0,65%)
     Necunoscută (12,42%)
Conform recensământului efectuat în 2021, populația comunei Bahna se ridică la 2.923 de locuitori, în scădere față de recensământul anterior din 2011, când fuseseră înregistrați 3.174 de locuitori. Majoritatea locuitorilor sunt români (62,57%), cu o minoritate de romi (25,11%). Din punct de vedere confesional, majoritatea locuitorilor sunt ortodocși (86,93%), iar pentru 12,42% nu se cunoaște apartenența confesională.

## Politică și administrație
Comuna Bahna este administrată de un primar și un consiliu local compus din 13 consilieri. Primarul, Gheorghe Patrașcu[*], de la Partidul Național Liberal, este în funcție din octombrie 2020. Începând cu alegerile locale din 2024, consiliul local are următoarea componență pe partide politice:
|  | Partid                          | Consilieri | Componența Consiliului | Componența Consiliului | Componența Consiliului | Componența Consiliului | Componența Consiliului | Componența Consiliului |
|  | ------------------------------- | ---------- | ---------------------- | ---------------------- | ---------------------- | ---------------------- | ---------------------- | ---------------------- |
|  | Partidul Național Liberal       | 6          |                        |                        |                        |                        |                        |                        |
|  | Partidul Social Democrat        | 4          |                        |                        |                        |                        |                        |                        |
|  | Uniunea Salvați România         | 2          |                        |                        |                        |                        |                        |                        |
|  | Alianța pentru Unirea Românilor | 1          |                        |                        |                        |                        |                        |                        |

## Istorie
La sfârșitul secolului al XIX-lea, comuna făcea parte din plasa Siretul de Jos a județului Roman și era formată din satele Bahna, Arămești-Boerești, Arămești-Răzeși, Băhnișoara și Urzici, având în total 1460 de locuitori ce trăiau în 359 de case. În comună existau o școală mixtă cu 37 de elevi (dintre care o fată) și cinci biserici. Anuarul Socec din 1925 o consemnează în aceeași plasă, având 2670 de locuitori în satele Arămeștii Boerești, Bahna, Băhnișoara, Broșteni, Țuțcanii din Deal, Țuțcanii din Vale, Urzici și Arămești-Răzeși. În 1931, comuna a luat pentru o vreme denumirea de V.G. Morțun, ca și satul ei de reședință.
În 1950, comuna, revenită la denumirea de Bahna, a trecut la raionul Buhuși și apoi (după 1964) la raionul Roman (ambele din regiunea Bacău). În 1968, comuna a trecut la județul Neamț, tot atunci satul Urzici fiind desființat și comasat cu satul Bahna.

## Monumente istorice
Patru obiective din comuna Bahna sunt incluse în lista monumentelor istorice din județul Neamț ca monumente de interes local, toate fiind clasificate ca situri arheologice: așezarea din „Livezi” din satul Bahna, datând din secolele al II-lea–al III-lea e.n.; situl de „la Cenușărie” de la Izvoare, cuprinzând așezări din eneolitic (cultura Cucuteni) și o alta din secolele al IV-lea–al II-lea î.e.n.; situl de „la Cioate” (tot lângă satul Izvoare), cu o așezare și o necropolă din secolele al II-lea–al III-lea e.n.; și așezarea de la „Hărmănești” (tot în satul Izvoare), datând din secolele al VI-lea–al VII-lea.

## Personalități
- Constantin Schifirneț (n. 1945), sociolog și istoric al filozofiei.